# Dawid Babunski
Dawid Babunski (ur. 1 marca 1994 w Skopju) – macedoński piłkarz występujący na pozycji pomocnika w rumuńskim klubie Viitorul Konstanca oraz w reprezentacji Macedonii. Wychowanek FC Barcelona. Syn Bobana Babunskiego. Posiada także obywatelstwo hiszpańskie.

## Statystyki kariery
(aktualne na dzień 2 stycznia 2016)
| Klub               | Sezon              | Liga               | Liga  | Liga   | Puchar kraju | Puchar kraju | Europa | Europa | Suma  | Suma   |
| Klub               | Sezon              | Liga               | Mecze | Bramki | Mecze        | Bramki       | Mecze  | Bramki | Mecze | Bramki |
| ------------------ | ------------------ | ------------------ | ----- | ------ | ------------ | ------------ | ------ | ------ | ----- | ------ |
| FC Barcelona B     | 2013/14            | Segunda División   | 19    | 1      | –            | –            | –      | –      | 19    | 1      |
| FC Barcelona B     | 2014/15            | Segunda División   | 16    | 0      | –            | –            | –      | –      | 16    | 0      |
| FC Barcelona B     | 2015/16            | Segunda División B | 13    | 0      | –            | –            | –      | –      | 13    | 0      |
| Crvena zvezda      | 2015/16            | Super liga         | 0     | 0      | 0            | 0            | 0      | 0      | 0     | 0      |
| Ogólnie w karierze | Ogólnie w karierze | Ogólnie w karierze | 48    | 1      | 0            | 0            | 0      | 0      | 48    | 1      |